# محاصره ویکسبرگ
محاصره ویکسبرگ (انگلیسی: Siege of Vicksburg) که از ۱۸ مه تا ۴ ژوئیه ۱۸۶۳ به طول انجامید، فینال و پایان اقدامات نظامی عمده در کمپین ویکسبرگ از سری جنگ‌های داخلی آمریکا بود، در یک سری از مانورها، سرلشکر اتحادیه یولیسیز سایمن گرانت و ارتش تنسی از رودخانهٔ میسیسیپی عبور کردند و گروه ارتش میسیسیپی به فرماندهی ژنرال جان سی پمبرتون را ضمن قطع خطوط تاکتیکی دفاعی‌اش در اطراف مواضع ویکسبرگ مورد محاصره قرار دادند.

## نگارخانه

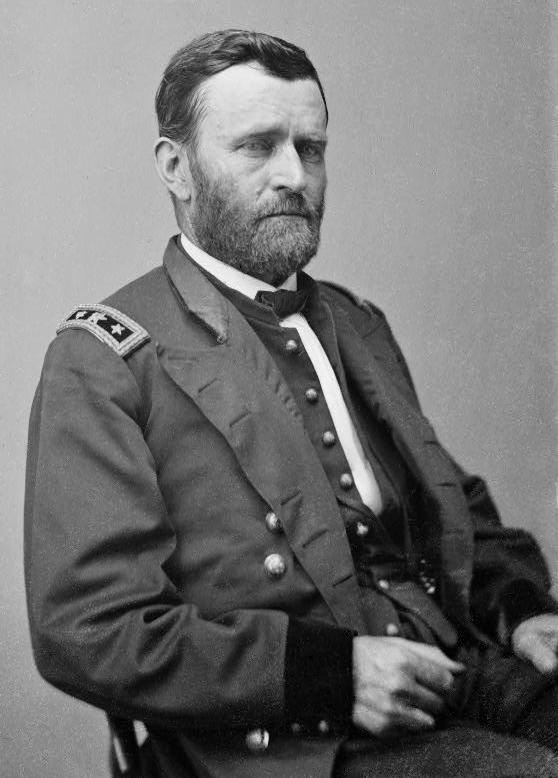
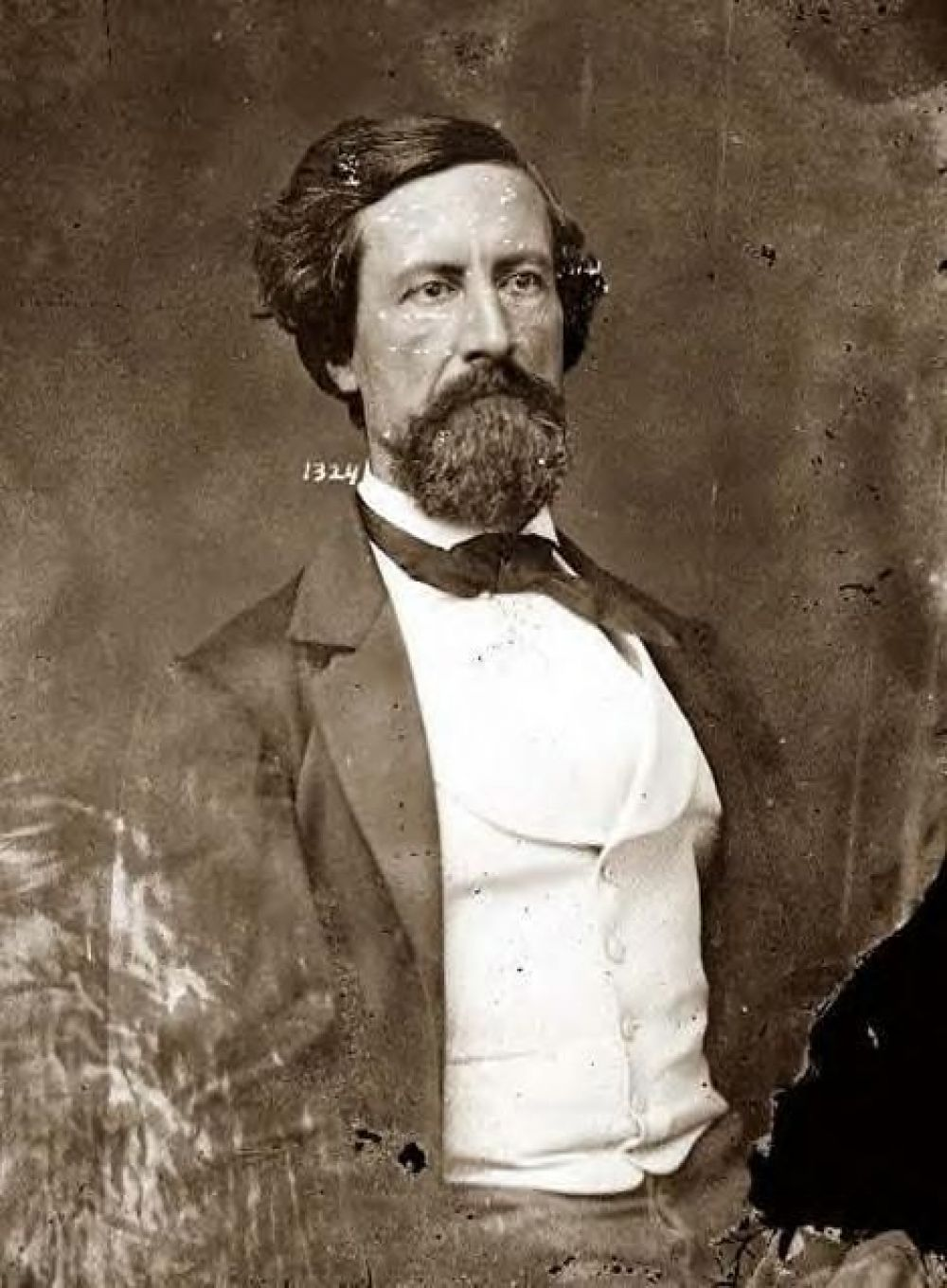